# Ángel Cuetos
Ángel Cuetos Casanueva (ur. 1 sierpnia 1936 w Meruelo, zm. 10 czerwca 2016) – hiszpański zapaśnik walczący w stylu klasycznym. Olimpijczyk z Rzymu 1960, gdzie zajął dwudzieste miejsce w kategorii do 73 kg.

## Letnie Igrzyska Olimpijskie 1960
| Konkurencja          | Rundy eliminacyjne    | Rundy eliminacyjne     | Klas. końcowa |
| Konkurencja          | Przeciwnik I          | Przeciwnik II          | Miejsce       |
| -------------------- | --------------------- | ---------------------- | ------------- |
| 73 kg styl klasyczny | Harald Barlie (NOR) P | Antal Rizmayer (HUN) P | 20.           |